# Referéndum aprobatorio de Perú de 2005
El referéndum para la integración y conformación de regiones se llevó a cabo el domingo 30 de octubre de 2005, determinando la aprobación o desaprobación de las propuestas de fusión de regiones:
- Región Nor-Centro-Oriental: Ancash, Huánuco, Junín, Lima, Pasco
- Región Cusco-Apurímac: Apurímac, Cusco
- Región Sur Andina: Arequipa, Puno, Tacna
- Región Ica-Ayacucho-Huancavelica: Ayacucho, Huancavelica, Ica
- Región Norte: Lambayeque, Piura, Tumbes

Estas propuestas fueron rechazadas por el electorado de todas las regiones involucradas con la excepción de Arequipa, por lo que ninguna fusión fue puesta en marcha.

## Antecedentes
En el gobierno de Alejandro Toledo, la nueva administración dispuso el marco legal para las nuevas divisiones administrativas en la Ley de Bases de la Descentralización, promulgada el 17 de julio de 2002, y la Ley orgánica de Gobiernos Regionales promulgada el 19 de noviembre de 2002. Flamantes Gobiernos Regionales fueron elegidos el 20 de noviembre de 2002, uno por cada departamento y uno en la Provincia Constitucional del Callao, y se le dio a la Municipalidad Metropolitana de Lima rango de Gobierno regional.
En las elecciones de 2002, muchos de los gobiernos regionales fueron a partidos de la oposición, con doce ganadas por el APRA y sólo una por Perú Posible, el partido del presidente Alejandro Toledo. La combinación de una fuerte oposición y un gobierno deficiente llevaron a la preocupación sobre una inminente crisis política, sin embargo, este no fue el caso ya que los nuevos gobiernos regionales fueron absorbidos por problemas locales y mostraron poca iniciativa en la política nacional.
Aún quedaba por ser dado el último paso para la conformación de regiones: La fusión de departamentos – debido a que las circunscripciones territoriales que los gobiernos regionales heredaron de los departamentos son consideradas muy pequeñas[cita requerida] – , mediante referéndum con aprobación mayoritaria en todos los departamentos de una propuesta de región, de conformidad con la Ley Bases de la Descentralización prevé la fusión de las regiones luego de que exprese su aprobación.

## Resultados

Propuestas de región votadas en el referéndum del 2005. Ninguna fue aprobada.

Ninguna de las cinco regiones propuestas fue aprobada en la consulta. Arequipa fue la única circunscripción que aprobó la fusión (para la región Sur Andina), pero Puno y Tacna no aprobaron la integración.
|  | 12.26 % |

|  | 87.74 % |

|  | 16.33 % |

|  | 83.67 % |

|  | 14.43 % |

|  | 85.57 % |

|  | 22.30 % |

|  | 77.70 % |

|  | 13.69 % |

|  | 86.31 % |

|  | 32.40 % |

|  | 67.60 % |

|  | 38.33 % |

|  | 61.67 % |

|  | 25.48 % |

|  | 74.52 % |

|  | 18.30 % |

|  | 81.70 % |

|  | 20.75 % |

|  | 79.25 % |

|  | 53.55 % |

|  | 46.45 % |

|  | 26.85 % |

|  | 73.15 % |

|  | 12.03 % |

|  | 87.97 % |

|  | 19.69 % |

|  | 80.31 % |

|  | 20.94 % |

|  | 79.06 % |

|  | 23.30 % |

|  | 76.70 % |

### Región Nor-Centro-Oriental
Pregunta: «Ancash - Huánuco - Junín - Lima Provincias - Pasco. ¿Deben unirse para formar una nueva región?»

#### Áncash
|  | 11.27 % |

|  | 12.26 % |

|  | 80.66 % |

|  | 87.74 % |

#### Huánuco
|  | 14.87 % |

|  | 16.33 % |

|  | 76.17 % |

|  | 83.67 % |

#### Junín
|  | 13.41 % |

|  | 14.43 % |

|  | 79.53 % |

|  | 85.57 % |

#### Lima Provincias
|  | 20.71 % |

|  | 22.30 % |

|  | 72.16 % |

|  | 77.70 % |

#### Pasco
|  | 12.76 % |

|  | 13.69 % |

|  | 80.43 % |

|  | 86.31 % |

### Región Cusco-Apurímac
Pregunta: «Apurímac - Cusco. ¿Deben unirse para formar una nueva región?»

#### Apurímac
|  | 28.40 % |

|  | 32.40 % |

|  | 59.26 % |

|  | 67.60 % |

#### Cusco
|  | 34.88 % |

|  | 38.33 % |

|  | 56.11 % |

|  | 61.67 % |

### Región Ica-Ayacucho-Huancavelica
Pregunta: «Ayacucho - Huancavelica - Ica. ¿Deben unirse para formar una nueva región?»

#### Ayacucho
|  | 22.39 % |

|  | 25.48 % |

|  | 65.50 % |

|  | 74.52 % |

#### Huancavelica
|  | 16.47 % |

|  | 18.30 % |

|  | 73.53 % |

|  | 81.70 % |

#### Ica
|  | 19.85 % |

|  | 20.75 % |

|  | 75.79 % |

|  | 79.25 % |

### Región Sur Andina
Pregunta: «Tacna - Arequipa - Puno. ¿Deben unirse para formar una nueva región?»

#### Arequipa
|  | 50.05 % |

|  | 53.55 % |

|  | 43.42 % |

|  | 46.45 % |

#### Puno
|  | 23.78 % |

|  | 26.85 % |

|  | 64.81 % |

|  | 73.15 % |

#### Tacna
|  | 10.82 % |

|  | 12.03 % |

|  | 79.14 % |

|  | 87.97 % |

### Región Norte
Pregunta: «Tumbes - Piura - Lambayeque. ¿Deben unirse para formar una nueva región?»

#### Lambayeque
|  | 18.56 % |

|  | 19.69 % |

|  | 75.70 % |

|  | 80.31 % |

#### Piura
|  | 19.24 % |

|  | 20.94 % |

|  | 72.65 % |

|  | 79.06 % |

#### Tumbes
|  | 22.11 % |

|  | 23.30 % |

|  | 72.76 % |

|  | 76.70 % |